# Tuc Blanc
El Tuc Blanc es un pico de los Pirineos con una altitud 2879 metros, está situado en el límite de las comarcas del Valle de Arán y la Alta Ribagorza en la provincia de Lérida.

## Descripción
En la vertiente norte del Tuc Blanc se encuentra el Circo de Colomers, es uno de los picos más altos del Circo de Colomers, entre los picos más altos del circo destacan el Gran Tuc de Colomèrs (2933 m), la Creu de Colomèrs (2895 m) o el pico de Ratera (2862 m). El circo de Colomers se encuentra en el municipio del Alto Arán dentro de la comarca del Valle de Arán.
En la vertiente sur del Tuc Blanc se encuentra el Valle de Contraix que forma parte del Parque nacional de Aiguas Tortas y Lago de San Mauricio, en este valle destacan los lagos glaciares del Contraix y los Gelats, y es el nacimiento del Barranco de Contraix que desemboca en el río San Nicolás en el Valle del mismo nombre, cerca se encuentra el lago Llong. Este valle está situado en el término municipal de la Valle de Bohí dentro de la comarca de la Alta Ribagorza.